# Playa de Verdicio
La playa de Tenrero o de Verdicio es un arenal que se encuentra en la parroquia de Verdicio, en el concejo asturiano de Gozón, España.

## Descripción
El grado de urbanización y de ocupación son medios y de tipo residencial y su entorno es semirrural. El lecho tiene la arena de grano fino y de color tostado, destacando las amplias dunas y los acantilados que rodean la zona. Las bajadas peatonales son muy fáciles. La afluencia de turistas en verano es bastante alta. En realidad se divide en dos grandes playas.
La zona, que forma parte de la Costa Central asturiana, es «Paisaje protegido del Cabo Peñas».
Para acceder a esta playa hay que localizar el núcleo de población más cercano que en este caso es Verdicio. El acceso es el mismo que para las playas de Carniciega y Aguilera por la desviación inmediatamente antes de llegar a Verdicio y pasar el pueblo de San Martín de Podes siguiendo hasta el primer cruce y cogiendo una estrecha carretera que va en dirección al mar, a la derecha, que ya se divisa, saliendo a la playa justo enfrente de los islotes de «La Peña Prieta/Negra» y «La Bermea».
Otros atractivos de esta playa es la proximidad de Luanco, un yacimiento arqueológico y otro yacimiento paleontológico del paleolítico, un conjunto dunar y para los andarines, la senda «PR-AS 25» que va desde Luanco pasando por Moniello, Bañugues, el Cabo Peñas Verdicio y Xagó hasta el Faro de San Juan de Nieva, también llamado Faro de Avilés.
La playa está dotada de los siguientes servicios: Socorristas y aparcamiento privado en verano. Está prohibida la acampada.
Para practicar surf tiene Categoría 2. Aunque la potencia de las mareas en esta playa son fuertes, es una de las más solicitadas de esta zona por lo que se recomienda tomar muchas precauciones durante el baño. Es una playa naturista.